# Joe Murnan
Joe Murnan (Wigan, 28 september 1983) is een Engelse darter die uitkomt voor de PDC. Van 2006 tot 2011 kwam hij uit voor de BDO.

## Carrière

### PDC
Tijdens het PDC World Darts Championship 2022 wist Murnan in de eerste ronde met 3-2 in sets te winnen van Paul Lim. In de tweede ronde mocht hij vervolgens aantreden tegen Nathan Aspinall, de toenmalige nummer 10 van de wereld. Murnan wist op een 2-1 voorsprong te komen en miste een pijl om de wedstrijd te winnen. Daarna zag hij Aspinall terugvechten en ging de wedstrijd alsnog verloren met een uitslag van 2-3.

## Resultaten op Wereldkampioenschappen

### PDC
- 2016: Laatste 32 (verloren van Alan Norris met 1-4)
- 2017: Laatste 64 (verloren van Mark Webster met 0-3)
- 2022: Laatste 64 (verloren van Nathan Aspinall met 2-3)

## Resultaten op de World Matchplay
- 2015: Laatste 32 (verloren van Adrian Lewis met 7-10)